# Pontiac (Outaouais)
Pour les articles homonymes, voir Pontiac.
 (février 2009).
Si vous disposez d'ouvrages ou d'articles de référence ou si vous connaissez des sites web de qualité traitant du thème abordé ici, merci de compléter l'article en donnant les références utiles à sa vérifiabilité et en les liant à la section « Notes et références ».
Pontiac ou Pondiac (vers 1714 – 20 avril 1769), ou de son nom original Obwandiyag, est un chef de la nation Outaouais de Détroit. Il réussit, dans la « rébellion de Pontiac », à mobiliser toutes les nations de la région des Grands Lacs contre les Britanniques après la victoire de ces derniers sur les Français scellée par le traité de Paris de 1763.
Il était un disciple du prophète Neolin.

## Biographie

### Rébellion de Pontiac
Pour un article plus général, voir Rébellion de Pontiac.
Les Outaouais avaient toujours été les alliés et les partenaires commerciaux des Français et ils regrettaient cruellement le départ de ces derniers. Les Britanniques, dorénavant seuls acheteurs de fourrures, imposaient à leurs anciens ennemis des règles commerciales désavantageuses.
Pontiac créa une coalition de peuples autochtones (les Outaouais, les Miamis, les Hurons-Wendat, les Ojibwés, les Potéouatamis, les Chaouanons, les Mesquakies, les Winnebagos et d'autres nations algonquines) pour arrêter l'expansion vers l'ouest des États-Unis. À cette situation difficile s'ajoutaient des inquiétudes sur l'avenir de leurs terres. Ils craignaient que bientôt des nuées de colons britanniques n'envahissent leurs territoires ancestraux.
Les Outaouais se soulevèrent finalement pour ramener les Français et rétablir un certain équilibre des forces dans cet immense territoire. Au début, la révolte fut fulgurante ; les forces de Pontiac s'emparèrent de tous les postes de la région des Grands Lacs (sauf Niagara, Fort Pitt et Fort Détroit) et les détruisirent.
Les Britanniques mobilisèrent des forces et utilisèrent pour éteindre cette révolte tous les moyens possibles, dont la dissémination planifiée de la variole. Finalement, voyant que par le traité de Paris de 1763 la France renonçait à revenir, les guerriers de Pontiac firent une dernière action militaire, le siège du fort Détroit, pour en chasser les Britanniques. Mais après plusieurs mois de blocus, ils rentrèrent chez eux et la révolte s'éteignit lentement.
Cette révolte força le roi George III à faire la proclamation royale de 1763, qui affirmait les droits illimités des peuples autochtones sur les terres qu'ils occupaient et interdisait toute nouvelle colonisation au-delà des Appalaches, entraînant le mécontentement des marchands et des spéculateurs américains.

### Mort
Pontiac fut assassiné en 1769 par un illinois à la solde de marchands américains. Un jeune guerrier peoria appelé Pihi ou Chien Noir, qui l'accompagnait, n'était pas d'accord avec le message de paix de Pontiac. Alors qu'ils quittaient le poste de traite, Pihi assomma Pontiac. Le grand chef tomba et Pihi le poignarda.
Pontiac fut enterré avec les honneurs militaires dus à son rang sur les rives du Mississippi par la garnison française des forts de Vincennes et de Chartres, commandés par le capitaine Louis Saint-Ange de Bellerive.

## Postérité
L'assassinat de Pontiac marque le début d'un mythe. Malgré l'échec de sa rébellion, il a inspiré beaucoup de membres des Premières Nations dans leur résistance à la domination britannique.
Dès 1765, Pontiac avait inspiré à Robert Rogers, un soldat britannique, une pièce intitulée Ponteach: or the Savages of America.

### Éponymie

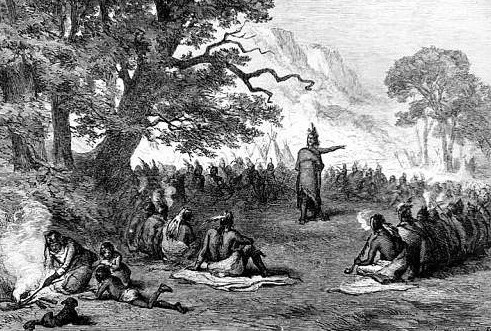
Pontiac appelant à la rébellion devant le Grand Conseil du 27 avril 1763
Gravure d'Alfred Bobbet, XIXe siècle.

#### Aux États-Unis
- Ville de Pontiac dans le Michigan ;
- Plusieurs navires américains ont porté le nom de USS Pontiac ;
- Pontiac, ancienne marque de voiture haut de gamme du groupe américain General Motors.

#### Au Canada
- Municipalité régionale de comté de Pontiac, dans la région de l'Outaouais, au Québec ;
- Municipalité de Pontiac, constituée en 1975 dans la municipalité régionale de comté des Collines-de-l'Outaouais ;
- Circonscription électorale fédérale de Pontiac ;
- Circonscription électorale québécoise de Pontiac.

#### En Europe
- Le nom de Pontiac fut symboliquement choisi en 1931 pour une nouvelle marque de montres belges car, selon la légende, ce grand chef autochtone était réputé pour avoir la faculté de lire l’heure dans les étoiles.

### Vidéographie
- Pontiac, film documentaire — série « Chefs amérindiens » — de Galafilm pour l'ONF, 2002. Résumé en ligne.
- Serge Bouchard, Pontiac, émission de radio (on peut écouter en ligne), Radio-Canada, 6 novembre 2006.
- Épisode de télévision, CBC.